# 그레그 트래비스
그레그 트래비스(영어: Greg Travis, 1958년 7월 31일 ~ )는 미국의 각본가 겸 배우이다. 텍사스주 댈러스에서 태어났다.

## 영화
- 포제션 익스페리먼트 (2016년)
- 이블데드 본리스 (2016년) - 빌리 역
- 미들라이프 (2013년)
- 컨택트 킬 좀비 (2013년) - 보안관 야테스 역
- 쇼걸2 (2011년) - 필 역
- H2: 어느 살인마의 가족 이야기 (2009년)
- 왓치맨 (2009년)
- 섹스 앤 데스 (2007년)
- 살아있는 시체들의 밤 3D (2006년) - 헨리 쿠퍼 역
- 시체들의 습격 (2005년)
- 툴박스 머더 (2004년)
- 페이퍼 솔저 (2002년)
- 랜드스피드 (2001년)
- 명탐정 말로위 (1998년)
- 킬러가 보낸 편지 (1998년)
- 스타쉽 트루퍼스 (1997년)
- 로스트 하이웨이 (1997년)
- 라디오 액터 (1996년)
- 쇼걸 (1995년)
- 파라다이스 (1991년)
- 백만달러 대소동 (1987년)
- 심해의 공포 (1980년) - 마이크 마이클스 라디오 아나운서 역